# Le Cellier
Le Cellier is een gemeente in het Franse departement Loire-Atlantique (regio Pays de la Loire). De plaats maakt deel uit van het arrondissement Châteaubriant-Ancenis. Le Cellier telde op 1 januari 2022 4.011 inwoners.
Het Château Clermont ligt in de gemeente.

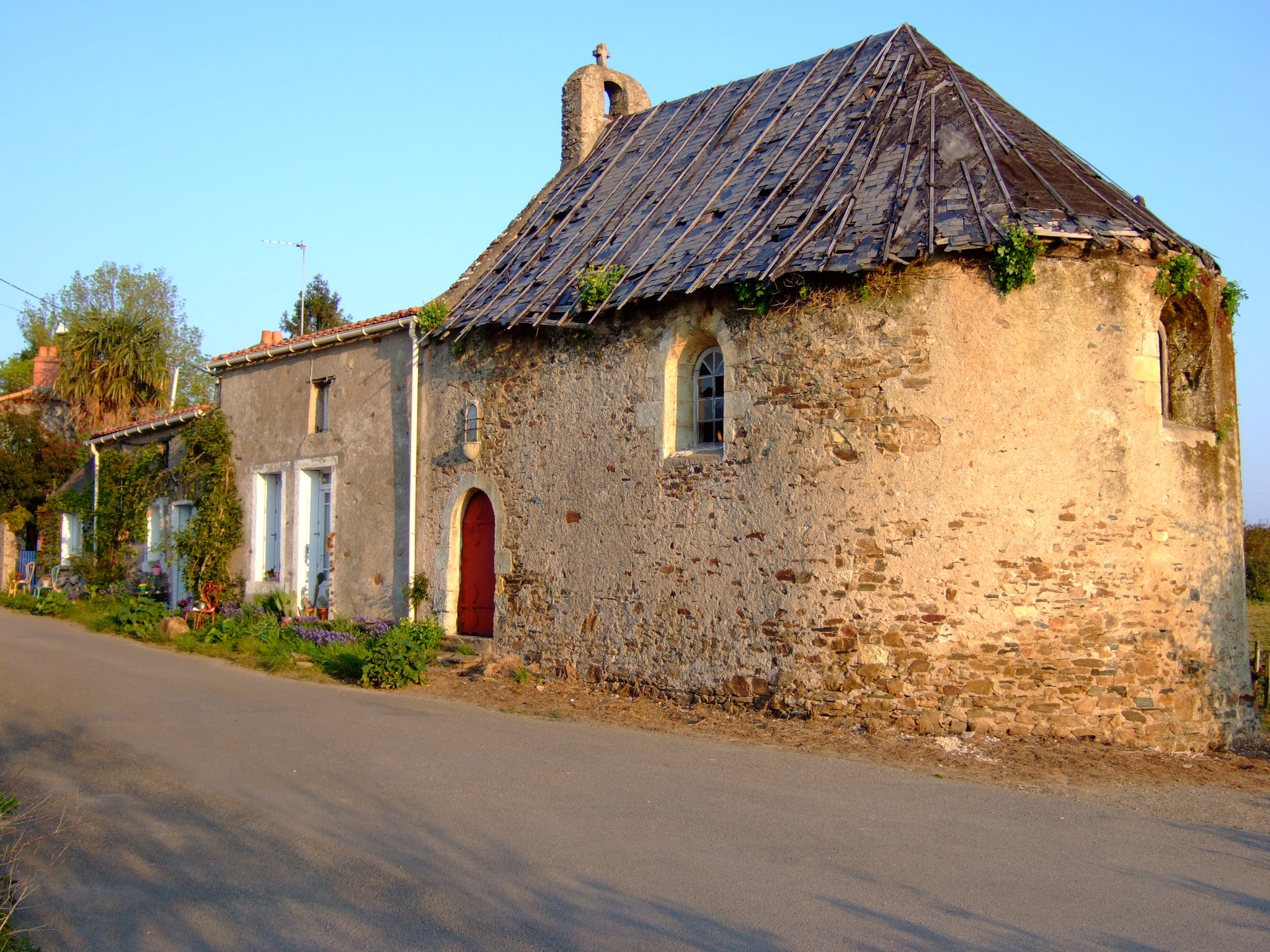
Kapel van St. Meen
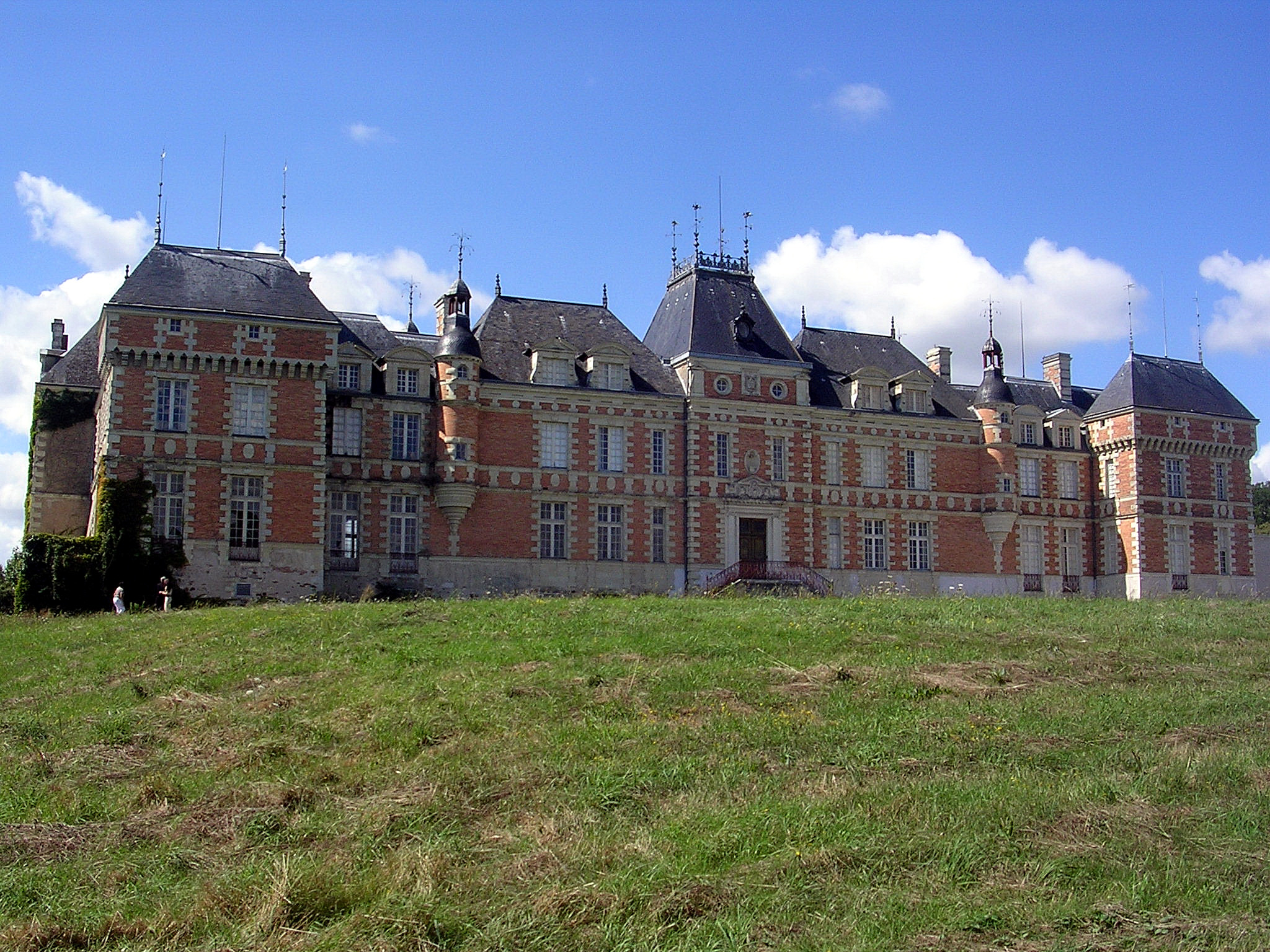
Château Clermont

## Geografie
De oppervlakte van Le Cellier bedroeg op 1 januari 2022 35,99 vierkante kilometer; de bevolkingsdichtheid was toen 111,4 inwoners per km².

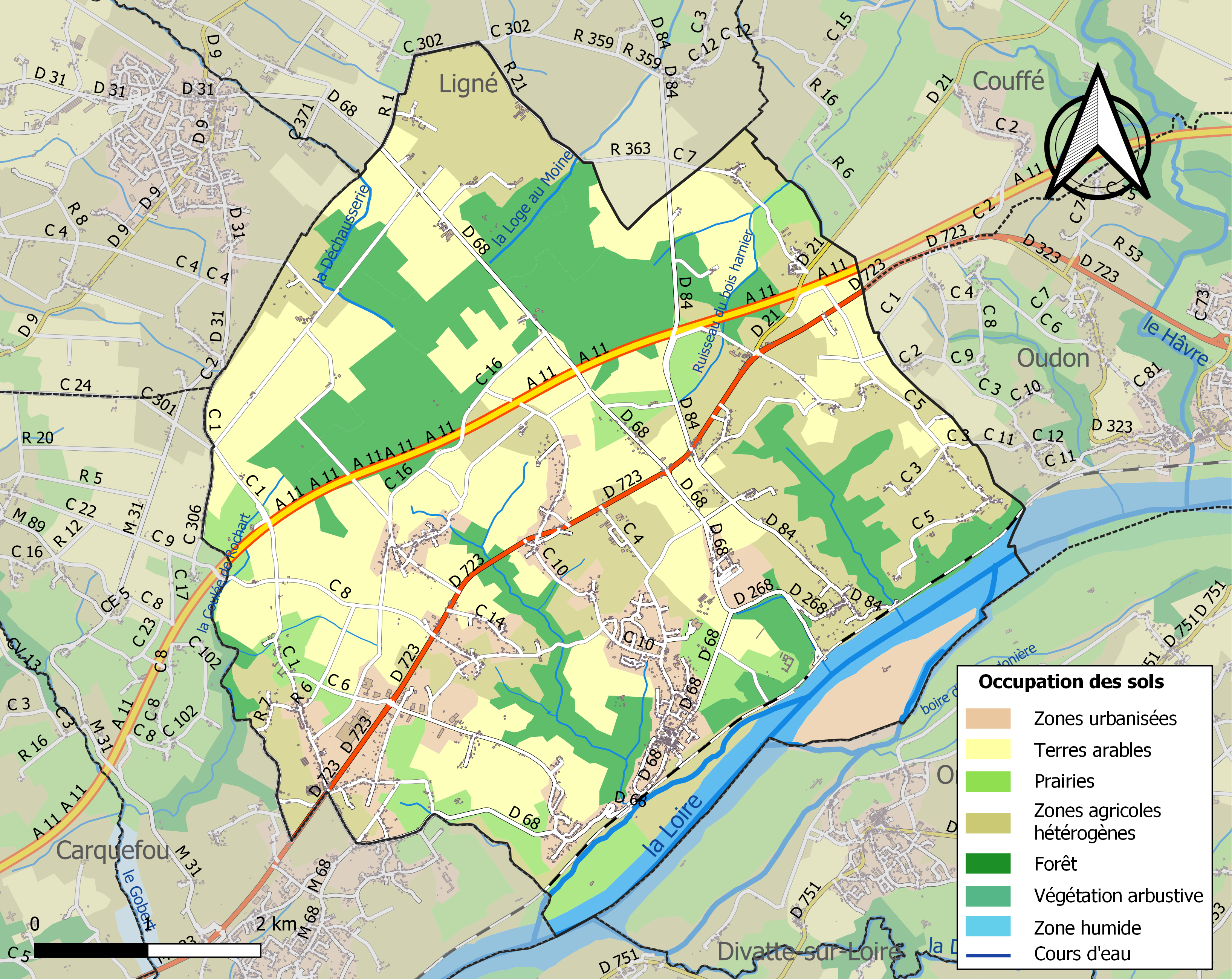
Kaart van de gemeente met de belangrijkste infrastructuur, bodemgebruik en omliggende gemeenten

## Demografie
Onderstaande figuur toont het verloop van het inwonertal (bron: INSEE-tellingen).

## Trivia
- Acteur Louis de Funès ligt begraven op het kerkhof van Le Cellier.